# L-Inħawi tal-Buskett u tal-Girgenti
L-Inħawi tal-Buskett u tal-Girgenti este o arie protejată (arie specială de conservare — SAC, sit de importanță comunitară — SCI, arie de protecție specială avifaunistică — SPA) din Malta întinsă pe o suprafață de 244,71 ha, integral pe uscat.

## Localizare
Centrul sitului L-Inħawi tal-Buskett u tal-Girgenti este situat la coordonatele 35°51′36″N 14°24′11″E / 35.8601°N 14.4031°E.

## Înființare
Situl L-Inħawi tal-Buskett u tal-Girgenti a fost declarat sit de importanță comunitară în aprilie 2004 pentru a proteja 2 specii de plante și 24 de specii de animale. Alte tipuri de protecție:
- arie de protecție specială avifaunistică (în aprilie 2004)[2]
- arie specială de conservare (în decembrie 2016)[1][3][4]

## Biodiversitate
Situată în ecoregiunea mediteraneană, aria protejată conține 8 habitate naturale: Iazuri temporare mediteraneene, Matorral arborescenți cu Laurus nobilis, Tufărișuri termo-mediteraneene și de pre-deșert, Peșteri inaccesibile publicului, Galerii de Salix alba și de Populus alba, Păduri de Olea și Ceratonia, Păduri de Quercus ilex și Quercus rotundifolia, Păduri de pin mediteraneene cu pini mezogeni endemici.
La baza desemnării sitului se află mai multe specii protejate:
- plante (2): Elatine gussonei, Petalophyllum ralfsii
- păsări (20): uliu păsărar (Accipiter nisus), pitulice de apă (Acrocephalus paludicola), acvilă țipătoare mică (Aquila pomarina), Cettia cetti, erete de stuf (Circus aeruginosus), Cisticola juncidis, cristeiul de câmp (Crex crex), Falco biarmicus, Falco eleonorae, Falco naumanni, șoimul rândunelelor (Falco subbuteo), vânturel roșu (Falco tinnunculus), cinteză (Fringilla coelebs), rândunică (Hirundo rustica), sfrâncioc cu cap roșu (Lanius senator), privighetoare (Luscinia megarhynchos), muscar sur (Muscicapa striata), viespar (Pernis apivorus), cănăraș (Serinus serinus), silvie mediteraneană (Sylvia melanocephala)
- mamifere (2): liliac cu urechi de șoarece (Myotis blythii), liliacul mic cu potcoavă (Rhinolophus hipposideros)
- nevertebrate (1): Myrmecophilus baronii
- reptile (1): Elaphe situla